# سر أكبر
سر أكبر هي نسخة من الأبانيشاد التي ألفها المغولي - شاهزاده دارا شوكوه، والتي تُرجمت من اللغة السنسكريتية إلى الفارسية، حوالي عام 1657. بعد سنوات من تعلم الصوفية، سعى دارا شوكوه إلى اكتشاف لغة صوفية مشتركة بين الإسلام والهندوسية، حيث صرح بجرأة أن الكتاب المكنون (والذي يعني "الكتاب المخفي")، المذكور في القرآن ليس سوى الأبانيشاد.

## الخلفية
خلال فترة حكمه، كلف السلطان المغولي أكبر مكتب الترجمة التابع له، مكتب خانا، بالبدء في ترجمة الأبانيشاد من اللغة السنسكريتية إلى اللغة الفارسية في محاولة "لتشكيل أساس للبحث الموحد عن الحقيقة" و"تمكين الناس من فهم الروح الحقيقية لدينهم". في شبابه، أظهر شاهزاده دارا شوكوه شغفًا عميقًا بالتصوف، مما جعله يقضي جزءًا كبيرًا من حياته في البحث والدراسة. بعد الوصاية الروحية للشيخ القادري الصوفي ميان مير، نشر دارا ملخصًا سيريًا لحياة مختلف الأولياء المسلمين. بعد أن التقى دارا شوكوه بالقديس الدارمي [الإنجليزية] الغنوصي، بابا لال دايال [الإنجليزية]، امتدت اهتماماته إلى الفكر الصوفي المحلي للتقاليد الفيدانطية بينما صادق أيضًا الهندوس والمسيحيين والسيخ، بما في ذلك المعلم السيخي السابع، جورو هار راي، والشاعر الأرمني الصوفي الملحد سرمد كاشاني.

## الإرث
بعد أكثر من قرن من إعدام دارا شوكوه، تُرجم كتاب "سر أكبر" إلى مزيج من اللاتينية واليونانية والفارسية على يد عالم الهنديات الفرنسي المتجول أبراهام هياسينث أنكيتيل دوبيرون في عام 1796، وأطلق على نسخته اسم أوبنكهات (Oupnek'hat) أو الأوبنشاد (Upanischada). نُشرت الترجمة بعد ذلك في ستراسبورغ، حوالي عامي 1801 و1802، ومثلت أول ترجمة إلى لغة أوروبية لنص هندوسي رئيس، كما تسببت في إحياء الدراسات الأوبانشادية في الهند. في ربيع عام 1814، لفتت الترجمة اللاتينية التي أجراها أنكيتيل دوبرون انتباه الفيلسوف الألماني آرثر شوبنهاور، الذي أعلن عن النص القديم في اثنين من كتبه، العالم كإرادة وتمثيل (1819) وباريرجا وباراليبومينا [الإنجليزية] (1851)، قائلاً:
من كل جملة تنشأ أفكار عميقة أصلية وفلسفة سامية، وتنتشر روح عالية ومقدسة وجادة في كل شيء. لا توجد في العالم أجمع دراسة مفيدة ومرتفعة مثل دراسة الأوبانيشاد. لقد كان هذا هو راحة حياتي. سيكون هذا عزاءً لموتي. [...] إنهم مقدر لهم عاجلاً أم آجلاً أن يصبحوا إيمان الناس.

وقد تردد صدى تأثير الأوبانيشاد على الفلاسفة المثاليين الألمان مثل شوبنهاور ومعاصريه فريدريش فيلهلم جوزيف شيلينج في الولايات المتحدة مع المتعاليين. وقد تبنى أعضاء الحركة مثل إيمرسون وثورو جوانب مختلفة من فلسفة الطبيعة التي ابتكرها شيلينج، إلى جانب التصوف الغريب الموجود في الأوبنشاد. وقد أدى ثناء هؤلاء الأميركيين إلى انتشار شهرة الأوبانيشاد في جميع أنحاء العالم الغربي. قرأ الشاعر الأيرلندي دبليو بي ييتس ترجمة أنكيتيل-دوبيرون لسر أكبر ووجد الترجمة اللاتينية راقية وغير مفهومة؛ بعد لقاء السيد بوروهيت سوامي [الإنجليزية]، سعى ييتس إلى التعاون معه في ترجمة الأوبانيشاد إلى اللغة الإنجليزية الشائعة، مما أدى إلى نسختهم: الأوبانيشاد الرئيسة العشرة [الإنجليزية]، التي نُشرت في عام 1938.
في كتاب "الهندي الجدلي" [الإنجليزية]، يلاحظ الخبير الاقتصادي الهندي أمارتيا سين أن عالم اللغة الأنجلوية الولزية ويليام جونز (الذي يُنسب إليه الفضل في صياغة مصطلح "الهند الأوروبية") قرأ الأوبنشاد أولاً من خلال سر أكبر.

## طالع أيضًا
- رزم نامه
- عبادات خانه